# Злагода
Зла́года (до 2024 року — Першотра́вневе) — село в Україні, у Покровській селищній громаді Синельниківського району Дніпропетровської області. Населення становить 109 осіб.  Колишній орган місцевого самоврядування — Вишнівська сільська рада.

## Географія

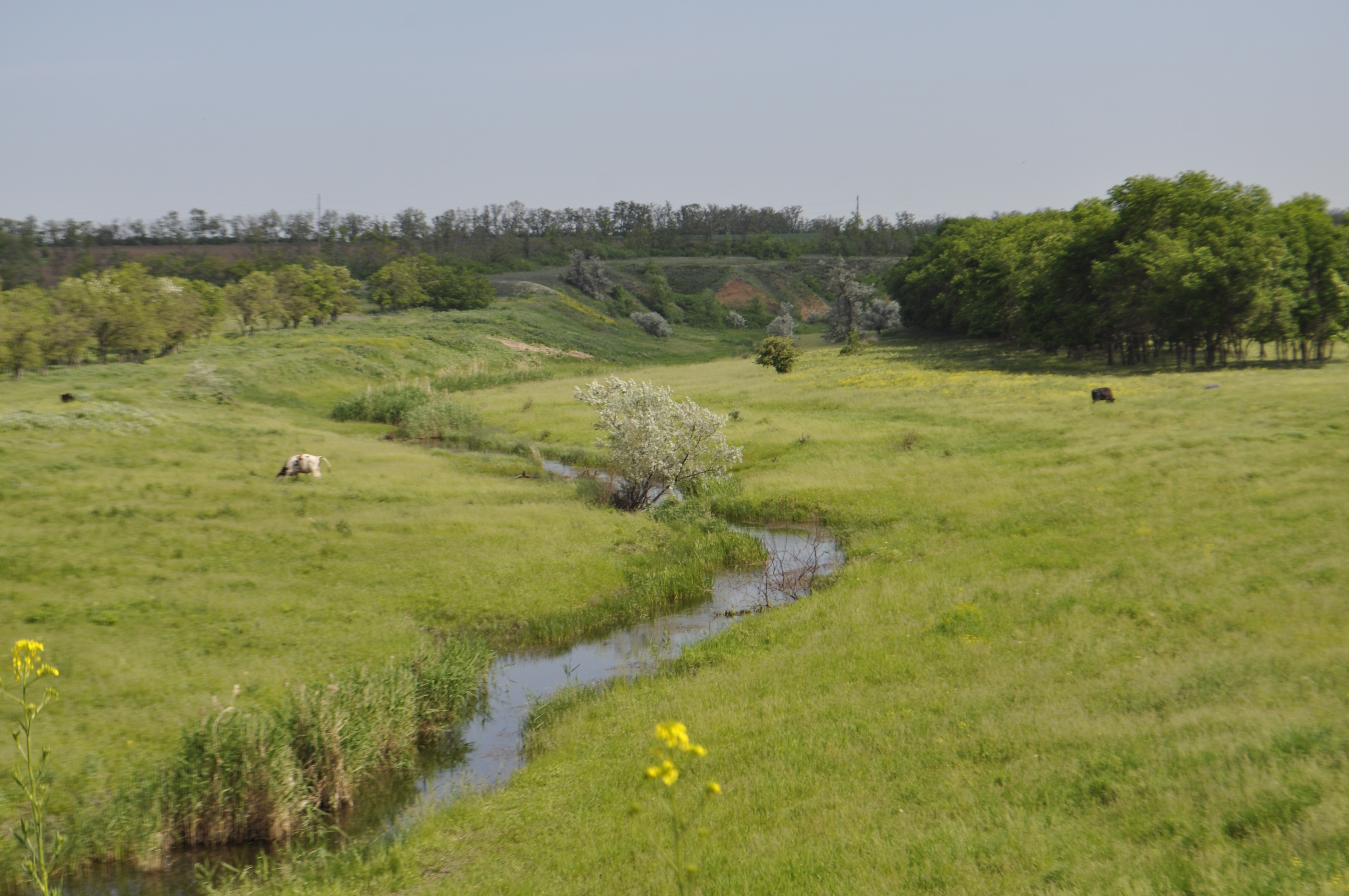
Краєвиди берегів р.Янчур біля села

Село Злагода знаходиться на правому березі річки Янчул, вище за течією на відстані 1 км розташоване село Рибне (Пологівський район), нижче за течією на відстані 2,5 км розташоване село Єгорівка, на протилежному березі — село Красногірське (Пологівський район).

## Історія
На території села Злагода (колишній хутір Прибрежний) виявлено залишки поселення доби бронзи (III—І тисячоліття до н. е.).
Історична дата утворення 1861 рік. Село згодом постало з хутора.
12 червня 2020 року, відповідно до розпорядження Кабінету Міністрів України № 709-р від «Про визначення адміністративних центрів та затвердження територій територіальних громад Дніпропетровської області», увійшло до складу Покровської селищної громади.
19 липня 2020 року, в результаті адміністративно-територіальної реформи і ліквідації Покровського району, село увійшло до складу новоутвореного Синельниківського району.
19 вересня 2024 року Верховна Рада підтримала перейменування села Першотравневе на Злагода. 26 вересня 2024 року перейменування набуло чинності.

## Населення

### Мова
Розподіл населення за рідною мовою за даними перепису 2001 року:
| Мова                | Відсоток |
| ------------------- | -------- |
| українська          | 96,33%   |
| російська           | 1,83%    |
| інші/не визначилися | 1,84%    |